# سیارک ۳۴۳۶
سیارک ۳۴۳۶ (به انگلیسی: 3436 Ibadinov، نامگذاری:1976SS3) سه هزار و چهارصد و سی و ششمین سیارک کشف شده‌است که در ۲۴ سپتامبر ۱۹۷۶ کشف شد.
قدر مطلق سیارک برابر ۱۲٫۱۰ است.